# یواس‌اس مارینت (وای‌تی‌بی-۷۹۱)
یواس‌اس مارینت (وای‌تی‌بی-۷۹۱) (به انگلیسی: USS Marinette (YTB-791)) یک کشتی بود که طول آن ۱۰۹ فوت (۳۳ متر) بود. این کشتی در سال ۱۹۶۷ ساخته شد.